# Two-Timing Touch and Broken Bones
Two-Timing Touch and Broken Bones è un singolo pubblicato nel 2005 dal gruppo musicale rock svedese The Hives quale secondo brano estratto dal loro terzo album discografico in studio Tyrannosaurus Hives.
Il brano è stato scritto da Randy Fitzsimmons.

## Tracce
1. Two-Timing Touch and Broken Bones – 2:00
2. Born to Cry – 2:18
3. Little Lil – 2:17
4. Two-Timing Touch and Broken Bones (video)

## Formazione
- Howlin' Pelle Almqvist - voce
- Nicholaus Arson - chitarra
- Vigilante Carlstroem - chitarra
- Dr. Matt Destruction - basso
- Chris Dangerous - batteria